# Bassin de Thuringe
Pour les articles homonymes, voir Thuringe (homonymie).

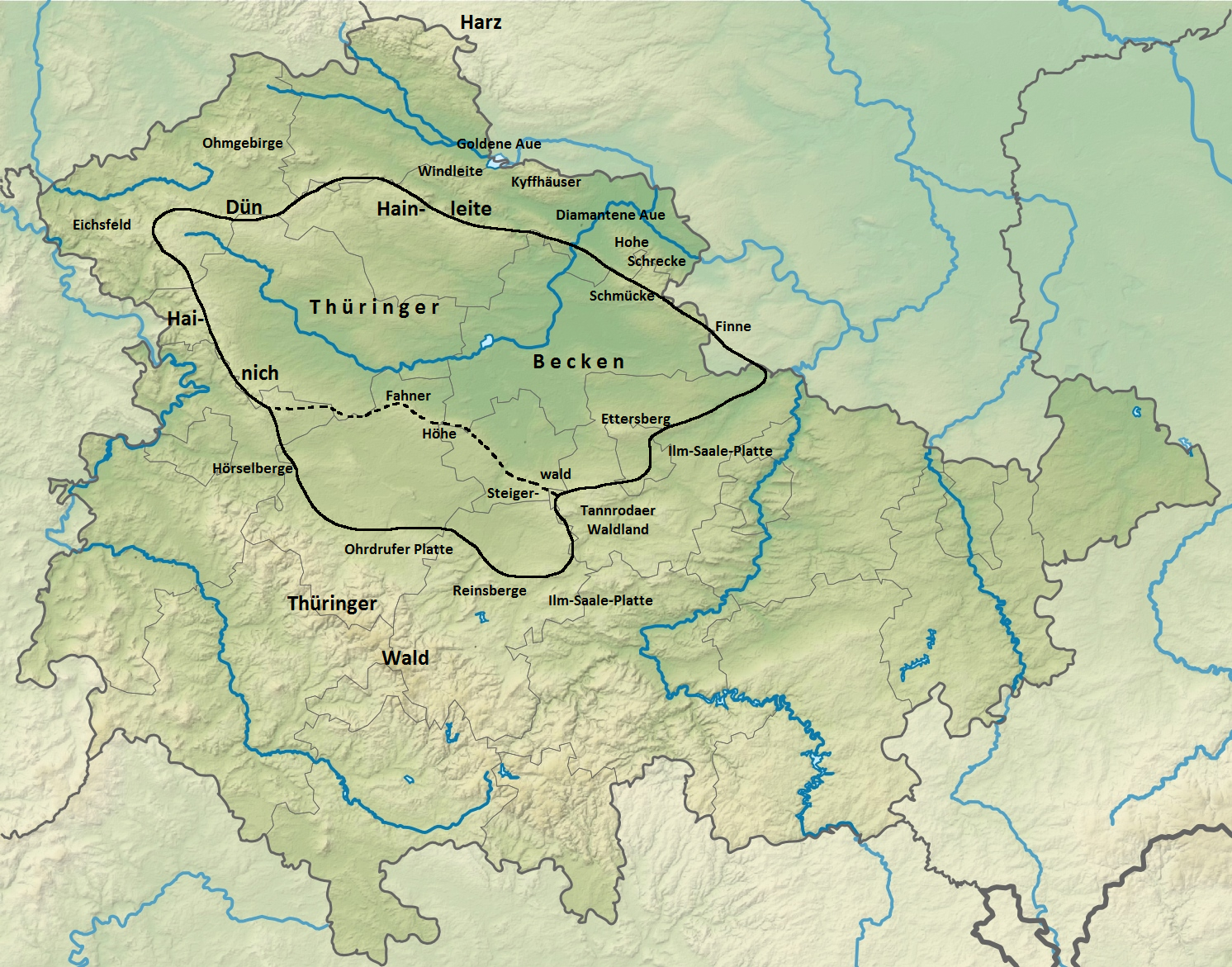
Le bassin de Thuringe

Le bassin de Thuringe, (Thüringer Becken en allemand), est une dépression située dans le centre et le nord du land de Thuringe en Allemagne.

## Géographie
Il mesure environ 60 km du nord au sud et 120 km d'est en ouest, ce qui lui donne une superficie de 2 700 km2 et a une altitude comprise entre 130 m et 300 m. Peuplé de quelque 650 000 habitants, il a une densité de 163 hab/km2.
Le bassin de Thuringe est limité au nord par plusieurs ensembles collinaires de Muschelkalk (calcaire coquillier) : Dün, Hainleite, Hohe Schrecke, Finne ainsi que le massif du Hainich et le Haut-Eichsfeld (Oberes Eichsfeld) à l'ouest. Il est bordé à l'est par le plateau de l'Ilm-Saale et le Ienaer Scholle. Il s'appuie au sud sur la forêt de Thuringe et le plateau d'Ohrdruf.
Il est drainé par plusieurs rivières dont la principale est l'Unstrut avec ses affluents, la Gera et la Wipper. L'Ilm à l'est lui sert de limite. La Nesse et le Hörsel le parcourent au sud.
Terre très fertile, le bassin de Thuringe est propice à l'agriculture. L'archéologie a livré les restes d'établissements germaniques remontant au IIe siècle av. J.-C., mais la mise en valeur systématique commença entre les VIIIe et IXe siècles. Plusieurs villes s'y développèrent, la principale étant Erfurt, capitale de la Thuringe. Les villes de Weimar, Gotha, Bad Langensalza en occupent les marges tandis que Sömmerda est située en son centre.

## Histoire
Il a appartenu au landgraviat de Thuringe avant d'être partagé au XVe siècle entre l'Électorat de Saxe et les duchés saxonsbien qu'Erfurt ait été domaine des archevêques de Mayence.
En 1815, après le congrès de Vienne, la majeure partie rejoignit le royaume de Prusse. Le reste fut partagé entre les différents états thuringeois : principauté de Schwarzbourg-Sondershausen, grand-duché de Saxe-Weimar-Eisenach, duché de Saxe-Altenbourg, duché de Saxe-Cobourg et Gotha.
Tous ces états disparurent en 1920 et le bassin de Thuringe fut inclus dans le nouveau land de Thuringe. Il est partagé maintenant entre les arrondissements de Sömmerda, d'Unstrut-Hainich, de Gotha, du Pays-de-Weimar et d'Ilm.

## Géologie
Appartenant au Trias, le bassin de Thuringe est composé de lits horizontaux de calcaire coquillier et de Keuper. Au-dessous s'étendent des couches de sel, de gypse, de dolomie.